# اس‌اس نیونا
اس‌اس نیونا (به انگلیسی: SS Newnham) یک کشتی است که طول آن ۲۸۵ فوت (۸۷ متر) می‌باشد. این کشتی در سال ۱۸۸۰ ساخته شد.